# Cartucho de carbón activado de canister
El canister de emisión de vapores está lleno de gránulos de carbono, del cartucho de carbón activado. Las líneas de vapor de combustible son dirigidas al canister desde el tanque de combustible y del canister al múltiple de admisión del motor. Cuando el vehículo está estacionado el vapor proveniente del tanque de combustible se relaciona en el canister bajo condición de aceleración, admisión y consumidos durante la combustión.
En la mayoría de los vehículos la purga del canister es controlada por un solenoide controlado por la ECM (la computadora), el cual permite que el vacío del motor purgue el canister.
Para evitar la purga en ralentí (marcha mínima) o cuando el motor está frío no se aplica vacío al canister. Para llevar a cabo esto, el solenoide puede ser energizado o desenergizado por el ECM. Dependiendo del tipo de solenoide (normalmente abierto o normalmente cerrado) la purga del canister es controlada por una señal modulada por ancho de pulso.
La purga del canister se realiza cuando se cumplen las siguientes condiciones:
- Está arriba de un valor espécifico.
- Está arriba de determinada velocidad.
- El acelerador parcialmente abierto.

Si la válvula del solenoide falla o se atora, quedando abierta, el canister puede estar purgado todo el tiempo, esto puede permitir que entre combustible extra al múltiple de admisión de marcha mínima o durante el calentamiento del motor, lo cual puede causar una marcha extremadamente rica.
- Datos: Q5403834